# Effektiv dos (farmakologi)
Effektiv dos (ED50) är den dos som ger önskad effekt hos 50% av den grupp som använder ett läkemedel. ED50 används vid uträkning av terapeutisk bredd/terapeutisk index(TI) där LD50 / |ED50] = TI .